# Pseudogobiopsis
Pseudogobiopsis is een geslacht van straalvinnige vissen uit de familie van de grondels (Gobiidae).

## Soorten
- Pseudogobiopsis festivus Larson, 2009
- Pseudogobiopsis oligactis (Bleeker, 1875)
- Pseudogobiopsis paludosus (Herre, 1940)
- Pseudogobiopsis tigrellus (Nichols, 1951)